# Zorobabé
Zorobabé (capitania do Rio Grande, meados do séc. XVI — Évora, Portugal, 1609) foi um líder indígena brasileiro, que, servindo como mercenário para a Coroa portuguesa, veio a se tornar um dos maiores caçadores de escravos quilombolas da história do Brasil colonial. Inicialmente inimigo dos luso-brasileiros vindos da capitania de Pernambuco para conquistar o agreste paraibano, tornou-se aliado destes após uma derrota na Serra da Copaoba.
O chefe potiguara morreu no exílio em Portugal, após ter sido acusado de intentar se rebelar contra a Coroa. Zorobabé nunca se converteu ao cristianismo.

## Capitão do mato

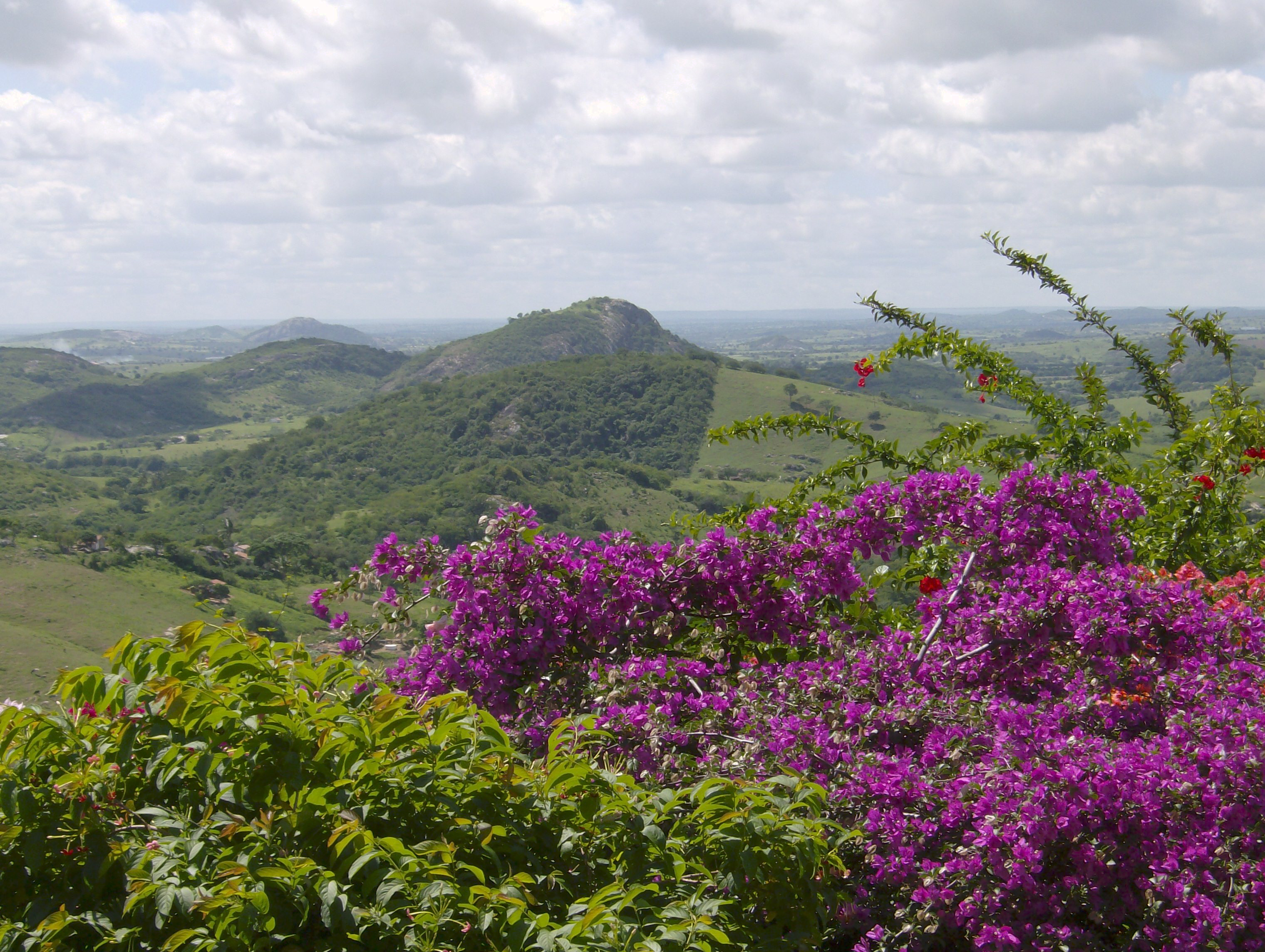
Serra da Copaoba, reduto potiguara no Brasil colônia

Antes da conquista portuguesa do agreste paraibano, Zorobabé vivia na região da Copaoba, tornando-se cacique tribal e aliando-se posteriormente aos corsários franceses que buscavam o «pau de tinta», como era conhecido o pau-brasil. Aguerrido chefe dos potiguaras, lutou contra os portugueses na Guerra dos Potiguaras até 1599, quando, após uma sangrenta derrota passou a prestar-lhes serviços.
Atuou, junto com seu séquito potiguara, em várias campanhas às quais foi enviado. Mandado combater os aimorés da Bahia, os quais aterrorizavam as capitanias de Ilhéus e Porto Seguro, Zorobabé decidiu também atacar o quilombo do rio Itapicuru, na capitania de Sergipe D’El Rey, onde matou a maior parte dos quilombolas, desobedecendo as ordens preestabelecidas pela Metrópole.
No livro Ouro vermelho: a conquista dos índios brasileiros (vol. 27) lê-se:
O rei concedeu generosas recompensas ao governador-geral, que havia persuadido os potiguares a ajudar a subjugar os aimorés. O cacique potiguar que chefiou a campanha foi tratado de modo bem mais parcimonioso. Quando regressou com a maior parte de seus homens, Zorobabé foi enviado para submeter um mocambo, um esconderijo de escravos negros que haviam fugido de um engenho em Salvador para as matas do Itapicuru. (...) Poucos escravos retornaram a seus donos, porque os gentios mataram muito, e Zorobabé levou alguns que foi vendendo pelo caminho para comprar uma bandeira de campo, tambor, cavalo e vestidos, com que entrasse triunfante em sua terra.
Por ordem de Diogo Botelho, tornou-se jagunço e arruinador dos quilombos da Paraíba. Os sobreviventes de seus ataques, ele escravizava ou vendia para comprar roupas, armas e bandeiras, as quais acreditava lhe darem a mesma pompa dos militares brancos.

## Morte
Com medo de que sua crescente empáfia fizesse Zorobabé se rebelar contra a Coroa, o rei deu ordens para ele ser mandado para o exílio em Évora, Portugal, em 4 de novembro de 1608. Lá, após muitas tentativas de assassinato sofridas na prisão, veio a falecer meses depois nos calabouços dessa então vila portuguesa, tornando-se o primeiro exilado brasileiro da história.
O Frei Vicente, que estava na Paraíba à época do retorno de Zorobabé de suas campanhas na capitania da Bahia, dedicou um capítulo inteiro de seus escritos a este chefe potiguara.